# Борис-Бьолькьойо
Бори́с-Бьолькьойо́ (рос. Борис-Бёлькёё) — невеликий острів в Оленьоцькій затоці моря Лаптєвих. Територіально відноситься до Якутії, Росія.
Розташований в центрі затоки, в дельті річки Оленьок. Розташований між протоками Кугун-Тьобюлеге на півночі та Джангилах-Тьобюлеге на півдні. На заході вузькою протокою відмежовується від сусіднього острова Борис-Арита. Острів має трикутну форму, простягається з північного сходу на південний захід. На північному сході оточений мілинами.
| Росія | Це незавершена стаття з географії Росії. Ви можете допомогти проєкту, виправивши або дописавши її. |